# Titularbistum Sidyma
Sidyma ist ein Titularbistum der römisch-katholischen Kirche. 
Es geht zurück auf ein untergegangenes Bistum der antiken Stadt Sidyma in der kleinasiatischen Landschaft Lykien.
| Titularbischöfe von Sidyma |                                  |                                                                                 |                    |                   |
| Nr.                        | Name                             | Amt                                                                             | von                | bis               |
| 1                          | Adam Kłokocki SJ                 | Weihbischof in Luzk / Weihbischof in Vilnius (Polen-Litauen)                    | 22. September 1795 | 8. März 1808      |
| 2                          | Antoine Missirli                 | Apostolischer Vikar von Griechenland des armenischen Ritus                      | 18. März 1808      | 16. Oktober 1824  |
| 3                          | Pierre-Flavien Turgeon           | Koadjutorerzbischof in Québec (Kanada)                                          | 28. Februar 1834   | 3. Oktober 1850   |
| 4                          | Joseph Freusberg                 | Weihbischof in Paderborn (Deutschland)                                          | 7. April 1854      | 14. November 1889 |
| 5                          | Theophile Meerschaert            | Apostolischer Vikar des Indianerterritoriums (USA)                              | 2. Juni 1891       | 23. August 1905   |
| 6                          | Ján Ivankovic                    | em. Bischof von Rožňava (Slowakei)                                              | 11. Dezember 1905  | 31. März 1910     |
| 7                          | Paul Leon Cornelius Montaigne CM | Apostolischer Vikar von Baoding und Peking (Republik China/Volksrepublik China) | 25. November 1924  | 9. Januar 1962    |
| 8                          | Michele Federici                 | Koadjutorbischof in Melfi-Rapolla (Italien)                                     | 22. September 1962 | 27. Oktober 1963  |
| 9                          | Karl Reiterer MHM                | Koadjutorvikar und Apostolischer Vikar von Kuching (Malaysia)                   | 9. Februar 1967    | 30. Dezember 1974 |